# Moritz Coschell
 (janvier 2022).
La mise en forme du texte ne suit pas les recommandations de Wikipédia : il faut le « wikifier ».
Les points d'amélioration suivants sont les cas les plus fréquents. Le détail des points à revoir est peut-être précisé sur la page de discussion.
- Les titres sont pré-formatés par le logiciel. Ils ne sont ni en capitales, ni en gras.
- Le texte ne doit pas être écrit en capitales (les noms de famille non plus), ni en gras, ni en italique, ni en « petit »…
- Le gras n'est utilisé que pour surligner le titre de l'article dans l'introduction, une seule fois.
- L'italique est rarement utilisé : mots en langue étrangère, titres d'œuvres, noms de bateaux, etc.
- Les citations ne sont pas en italique mais en corps de texte normal. Elles sont entourées par des guillemets français : « et ».
- Les listes à puces sont à éviter, des paragraphes rédigés étant largement préférés. Les tableaux sont à réserver à la présentation de données structurées (résultats, etc.).
- Les appels de note de bas de page (petits chiffres en exposant, introduits par l'outil «  Source ») sont à placer entre la fin de phrase et le point final[comme ça].
- Les liens internes (vers d'autres articles de Wikipédia) sont à choisir avec parcimonie. Créez des liens vers des articles approfondissant le sujet. Les termes génériques sans rapport avec le sujet sont à éviter, ainsi que les répétitions de liens vers un même terme.
- Les liens externes sont à placer uniquement dans une section « Liens externes », à la fin de l'article. Ces liens sont à choisir avec parcimonie suivant les règles définies. Si un lien sert de source à l'article, son insertion dans le texte est à faire par les notes de bas de page.
- La présentation des références doit suivre les conventions bibliographiques. Il est recommandé d'utiliser les modèles {{Ouvrage}}, {{Chapitre}}, {{Article}}, {{Lien web}} et/ou {{Bibliographie}}. Le mode d'édition visuel peut mettre en forme automatiquement les références.
- Insérer une infobox (cadre d'informations à droite) n'est pas obligatoire pour parachever la mise en page.

Pour une aide détaillée, merci de consulter Aide:Wikification.
Si vous pensez que ces points ont été résolus, vous pouvez retirer ce bandeau et améliorer la mise en forme d'un autre article.
 (mars 2022).
Moritz Coschell, (connu aussi sous le nom de Max Coschell ou Moritz Kocheles; né le 18 septembre 1872 à Vienne, en Autriche ; mort le 11 juillet 1943 là-même) est un peintre académique de société et illustrateur à Berlin, Dortmund et Vienne. Il était victime de la persécution des Juifs et appartient donc à la génération oubliée des peintres de la première moitié du XXe siècle.

## Biographie

### Enfance et formation
Moritz Coschell est né à Vienne en tant que fils de Leo Kocheles et de sa femme Fanny Frumet, née Stolzberg. Le nom de la famille juive a été changé en Coschell en 1896. La famille vivait Obere Donaustraße 53 à Vienne.
Il commença ses études à l'École nationale des Arts appliqués (Kunstgewerbeschule) de Vienne chez le sculpteur Anton Brenek et à partir de 1899 à l'Académie des beaux-arts de Vienne chez le peintre de genre Franz Rumpler et le peintre d'histoire et de portrait August Eisenmenger et a étudié avec Albert Windisch à la Städelschule de Francfort. À partir de 1899, il s'installa à Berlin, où il s'impose rapidement dans la société en tant que peintre de société.

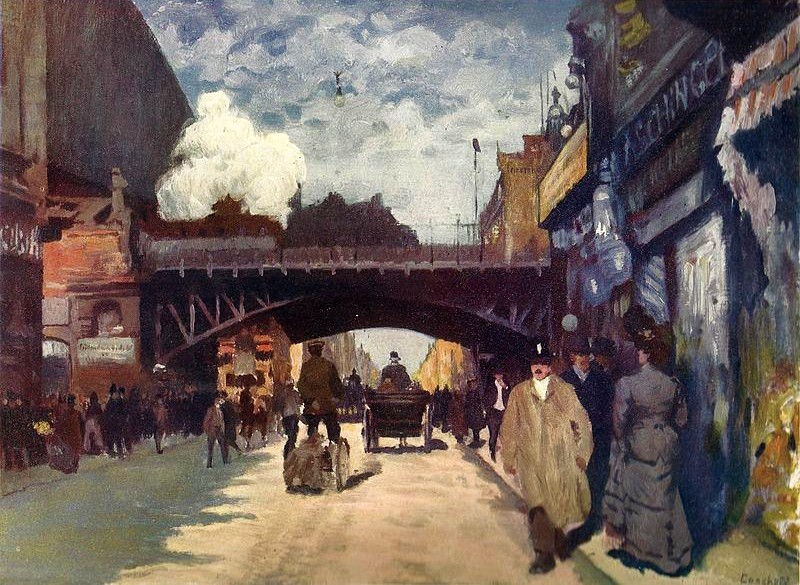
Vue de la Friedrichstrasse.

Coschell était chroniqueur de son époque et il a peint la société berlinoise et viennoise. De nombreux portraits de personnalités éminentes ont été créés, comme dans le Salon de Berlin et dans la Grande Exposition d'Art de Berlin, les demi-pièces du marchand d'art Alfred Gold et son épouse Martha, le dessin Arthur Nikisch, chef d'orchestre, le compositeur Leo Blech, le portrait à l'eau-forte du pianiste Franz Liszt, le portrait du critique Alfred Kerr, des écrivains Thomas Mann, Bernhard Kellermann et Isidor Kastan , le violoncelliste et compositeur viennois Heinrich Grünfeld, 1930, le compositeur Richard von Goldberger, le compositeur Ferruccio Busoni, la famille noble von Prillwitz, le voyageur africain le comte d'Harnoncourt. Il a également réalisé des portraits de sa famille et du beau-père et banquier de la Banque Wiskott & Co et son cercle d'amis proches à Vienne, par exemple la nièce de l'éminent philosophe Edmund Husserl, Ilse Weichert. Moritz Coschell était très respecté par le couple impérial allemand Guillaume II et Auguste Viktoria qui lui rendirent visite dans son atelier et lui achetaient des tableaux.
Coschell était de même graphiste et illustrateur : En 1901, il illustra pour le  Fischer Verlag Anatol et Leutnant Gustl par Arthur Schnitzler, le Ullstein-Verlag et la Berliner Illustrirte Zeitung. Avec Charles Bonnefon il a conçu un numéro spécial du Figaro Illustré en 1907, dédié à Berlin.
Pendant la Première Guerre mondiale, il servit comme capitaine dans l'Armée de l`Autriche-Hongrie. Peintre de guerre, il dépeint des officiers et des soldats ainsi que des théâtres de guerre et des paysages. De retour à Berlin, le 11 janvier 1921, il épousa la fille du banquier d'une famille distinguée de Dortmund, Lucy Agnes Emma Wiskott. De ce mariage naît le fils Joachim Friedrich Leopold Coschell (* 30 décembre 1922 à Berlin-Charlottenbourg ; † 1944 en France).

### Persécution en tant que juif
Moritz Coschell était, comme sa femme Lucy, protestant de foi. En raison de ses origines juives, cependant, sa licence professionnelle lui a été retirée par les lois de Nuremberg des Nazi en 1933, ce qui a aggravé sa situation de vie. Ses œuvres étaient considérées art dégénéré et ostracisées et à Berlin il n'avait plus des commandes et de revenu. Un déménagement précipité à Dortmund dans la maison des parents de l'épouse, Prinz Friedrich Karl-Straße 37, n'améliora pas sa situation. Comme le personnel de maison des beaux-parents comprenait des personnes « aryennes » de moins de 40 ans, leur beau-frère - conformément aux Lois de Nuremberg - devait prendre une chambre à proximité. Coschell ne pouvait plus vivre avec sa famille et n'aurait été avec eux que pendant la journée.
Les amis de sa belle-famille évitaient la maison Wiskott. Puisqu'il n´était finalement plus autorisé à vivre dans sa chambre louée, Coschell s'est enfui à Vienne sans sa famille où il pouvait maintenir un atelier de peintre pendant un certain temps. Il parvenait à devenir l'un des artistes de premier plan. Après l'Anschluss de l'Autriche en 1938, Coschell était retombé dans la même situation qu'avant à Berlin. Un ordre de mérite de la Première Guerre mondiale, qu'il portait sur le revers, a empêché sa déportation à la dernière minute : Un homme SS le faisait sortir de la file des déportés.
La survie à Vienne devint de plus en plus difficile pour lui et sa famille, qui lui rendait toujours visite. Il fut contraint d'abandonner de nouveau la profession de peintre et se plaint dans une lettre de 1939 à Joachim Weichert, émigre en 1938, que ses Peintures à l'huile séchée ne soulagent pas sa faim permanente. En mi-1939 il envisagea de se suicider vis à vis de la diffamation et la peur quotidienne de déportation. Dès 1939, il avait activement cherché à émigrer aux États-Unis. Il écrivit à Thomas Mann et Karl Nierendorf pour obtenir un affidavit pour lui et sa famille, mais en vain. D'autres tentatives, comme celle d'un pasteur suédois qui a tenté de les sortir par l'intermédiaire du Cormittee américain pour les réfugiés allemands chrétiens ou les Art Associates ont également échoué.
Malgré l'interdiction d'exercer sa profession, Coschell continua à peindre, et les tableaux de cette époque reflètent son désespoir, mais aussi sa résistance. Il tomba gravement malade et mourut sans un sou et appauvri le 11 juillet 1943 dans un hôpital israélite provisoirement installé dans l'ancienne école Talmud Torah (aujourd'hui Association Synagogue Malzgasse) à Vienne. Sa femme et son fils, informés de la maladie du peintre par un voisin, avaient réussi à se rendre à Vienne pour le voir peu de temps avant sa mort. Le médecin traitant informa Lucy Coschell qu'il aurait pu être sauvé dans l'hôpital israélien moderne qui avait été confisqué par les SS.
Selon l'idéologie raciale des nationaux-socialistes, son fils Joachim était demi-juif et donc indigne de service militaire. Il a été enrôlé dans un bataillon de travail en 1944 et mourut pendant la reconstruction de ponts détruits en France.
Moritz Coschell est enterré dans le cimetière central de Vienne, porte IV (groupe 19k, rangée 7, tombe no 2).

## Famille et amis

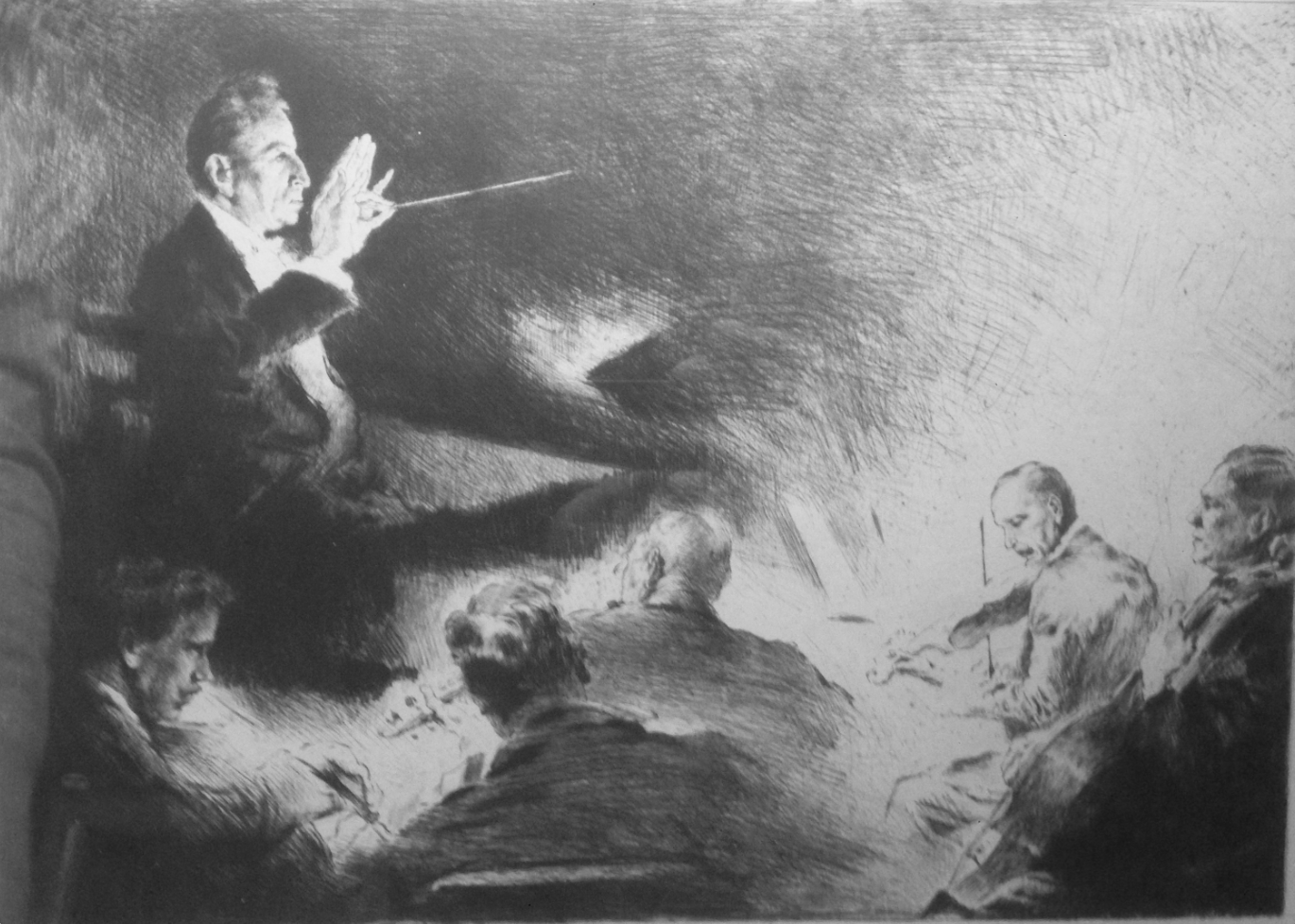
Komponist Leo Blech mit dem Streichquintett in Dortmund, 1923, Radierung von Moritz Coschell.

Hans Wolfgang Weichert qui prit le nom de John Wykert Husserl, *7 novembre 1927 à Vienne ; †16 mars 2016 à New York) était le dernier témoin contemporain de Coschell. Il était co-auteur du livre The Book of Alfred Kantor racontant la vie de Kantor dans les camps de concentration à Auschwitz, Theresienstadt et Schwarzheide. Wykert était le fils de Joachim et Katharina Weichert, bons amis de Coschell qui pouvaient fuir aux États-Unis en 1938. Il existe des correspondances avec des descriptions poignantes et désespérées de la vie à Vienne à partir de 1938. Dans une interview, John Wykert a honoré Moritz Coschell en tant que membre supposé de la famille et aussi en raison de son travail artistique. Coschell avait une relation particulièrement amicale avec Ilse Weichert (née Gruenberg, * 16 septembre 1895), qu'il a souvent peint à Vienne signé de ses dédicaces affectueuses. Sept tableaux sont connus, dont une femme nue. Elle était la cousine de John Wykert et a été assassinée le 18 septembre 1942 dans le camp d'extermination de Maly Trostinez.

## Redécouverte
En 2014, des peintures que l'on croyait perdues des grandes expositions d'art de Berlin entre 1903 et 1930 ont été découverte dans une collection d'art privée. Après la mort de Lucy Coschell en 1991, la succession des peintures et dessins restants ont été remis au Museum für Kunst und Kulturgeschichte Dortmund. D'autres œuvres sont exposées dans de nombreux musées allemands et internationaux, notamment à Vienne, Bruxelles, Berlin, Brunswick, à Dortmund et au musée d'Art et d'Histoire du judaïsme à Paris.

## Œuvre

Choix de tableaux de Coschell
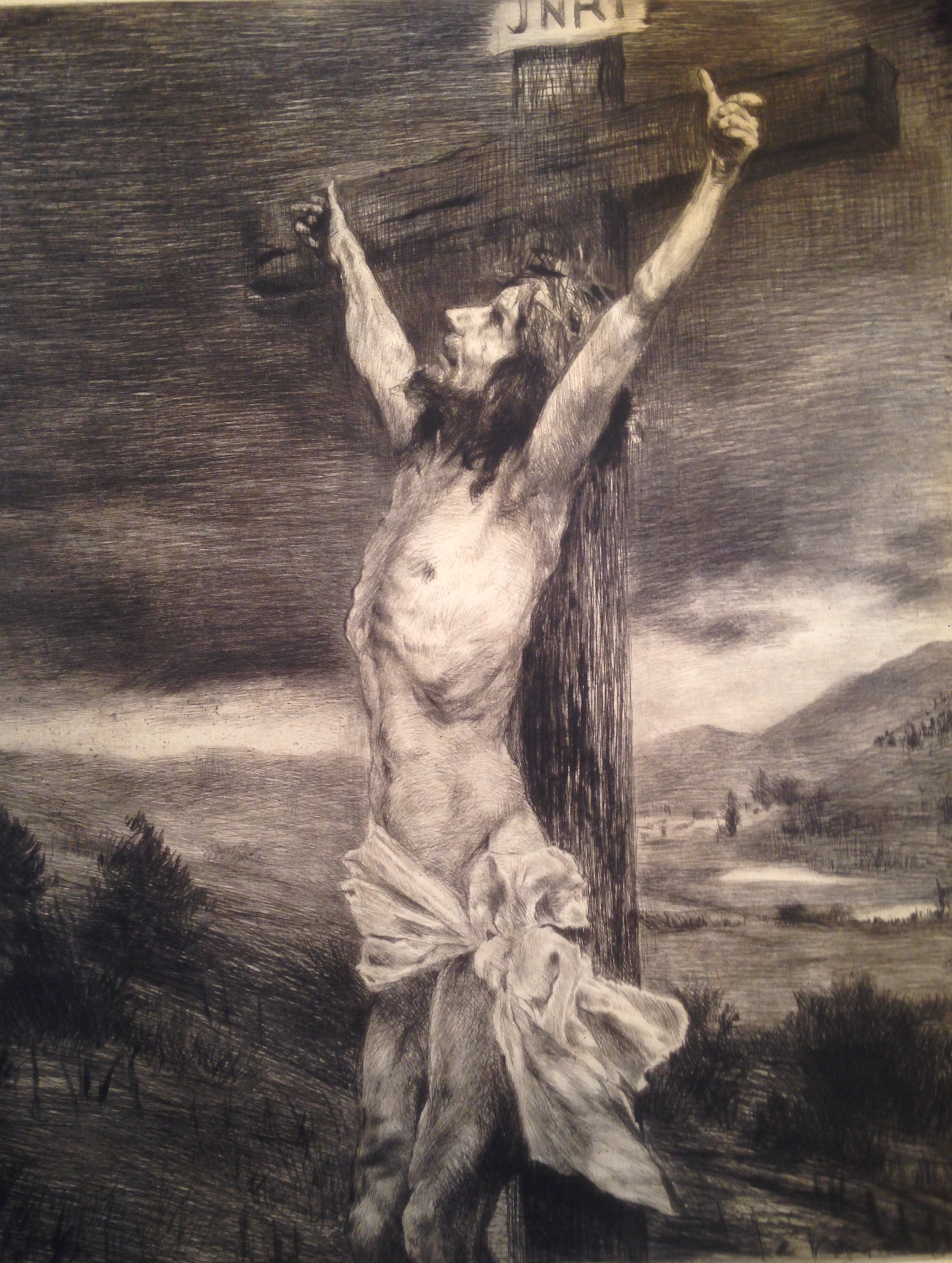
Radierung von Moritz Coschell
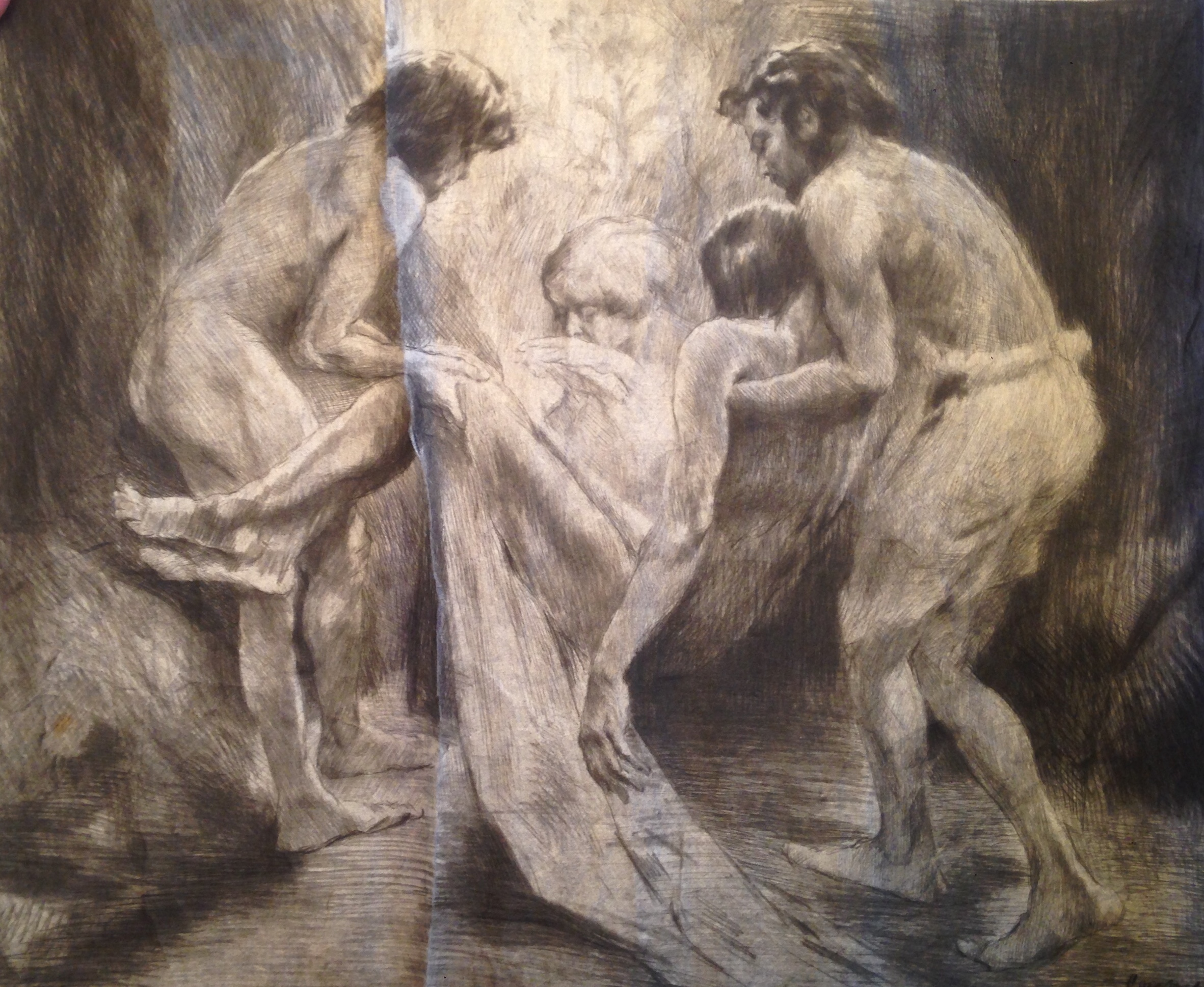
Radierung von Moritz Coschell
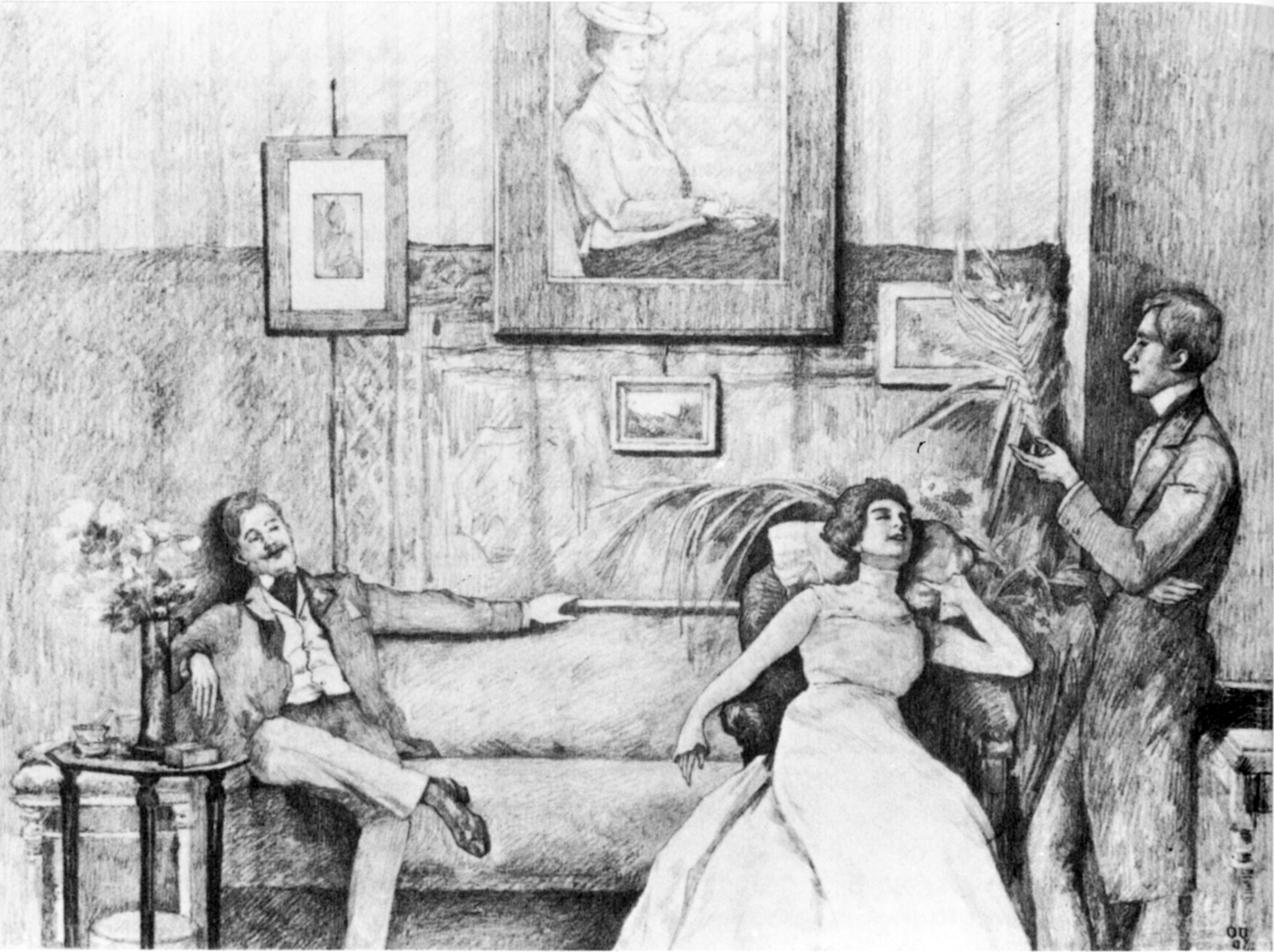
Cora in Hypnose, Vienne, 1899
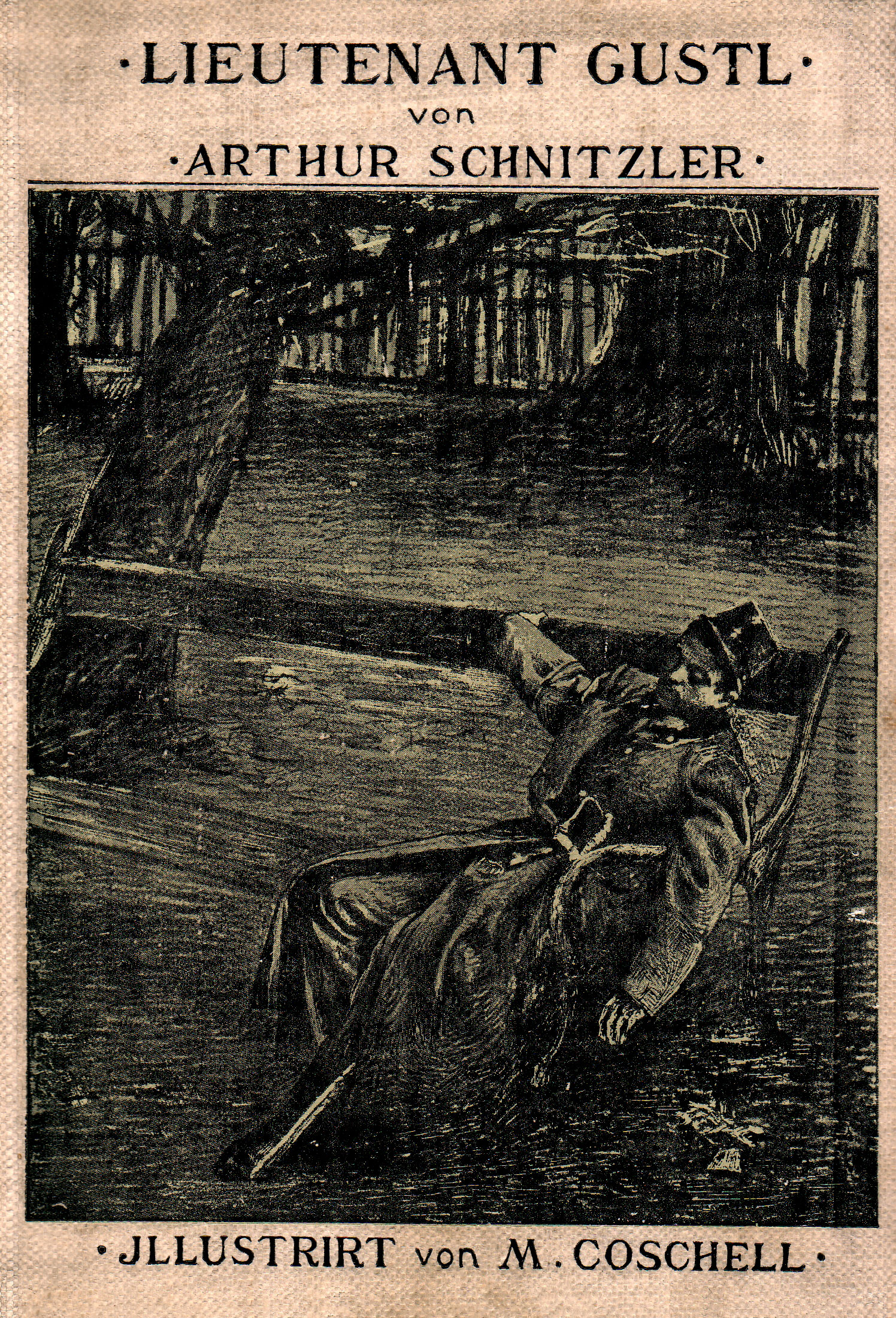
Lieutenant Gustl, Erstausgabe, Vienne, 1901
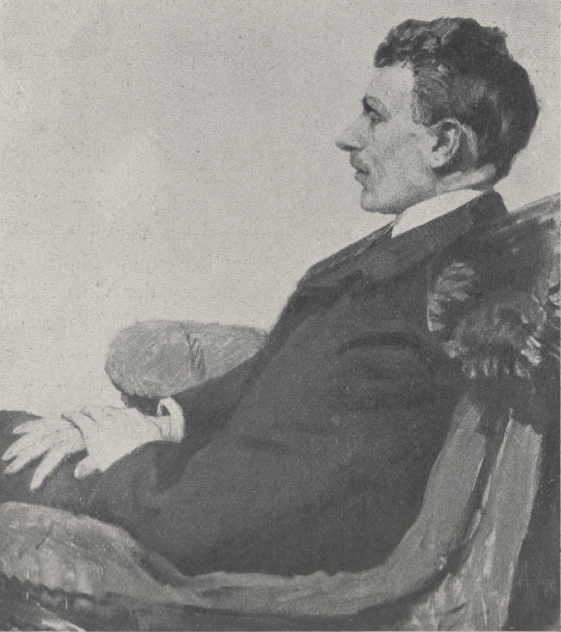
Porträt D. A. G., Berlin 1904
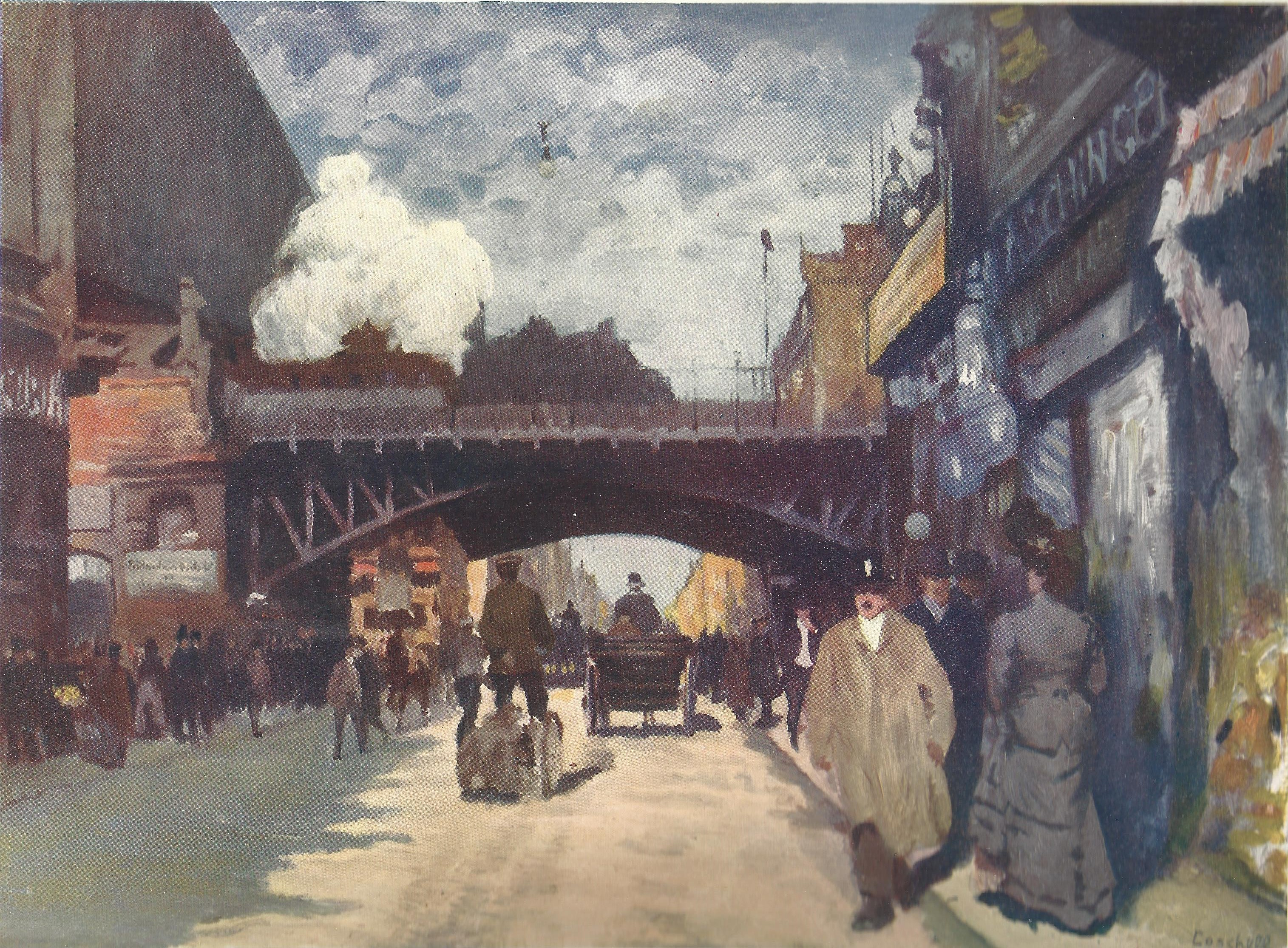
Die Berliner Friedrichstraße (La Rue à Berlin)
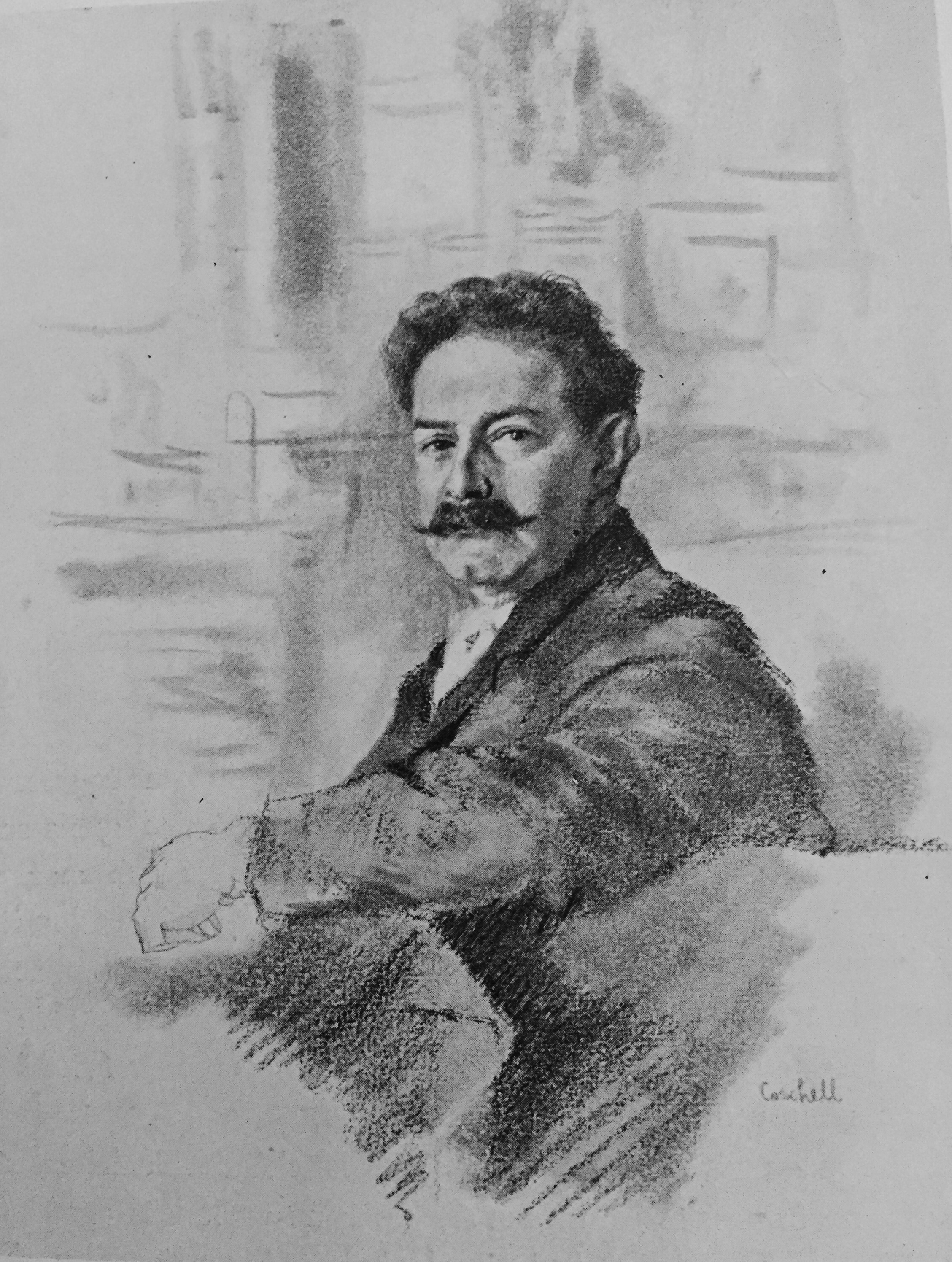
Porträt Heinrich Grünfeld (en), Paris 1907
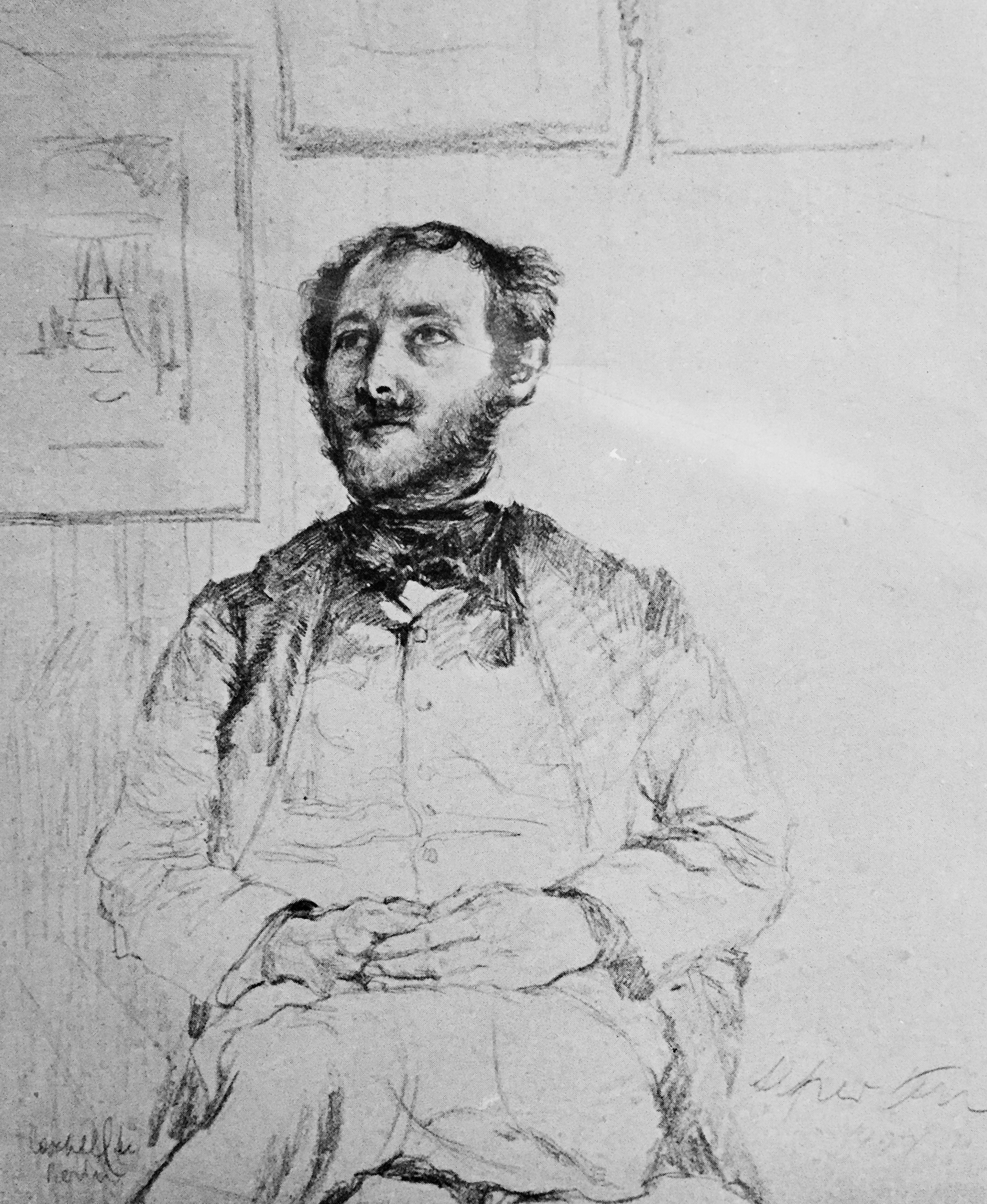
Porträt Alfred Kerr, 1907
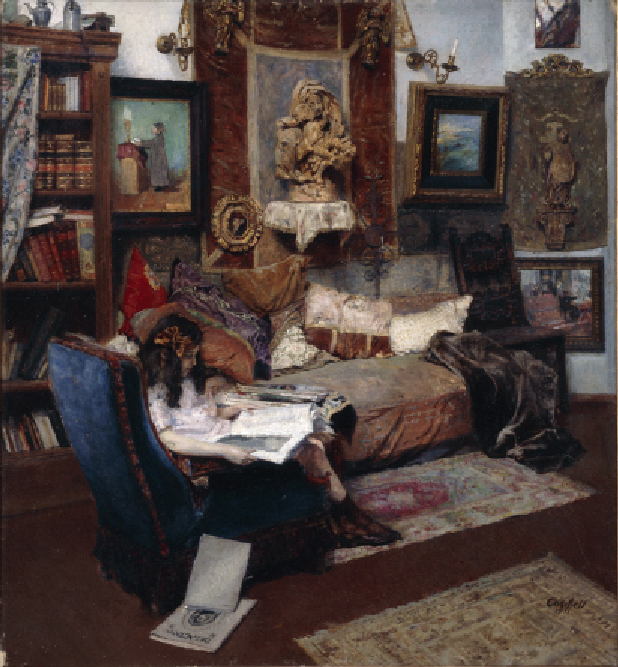
Im Atelier von Coschell, Berlin 1911
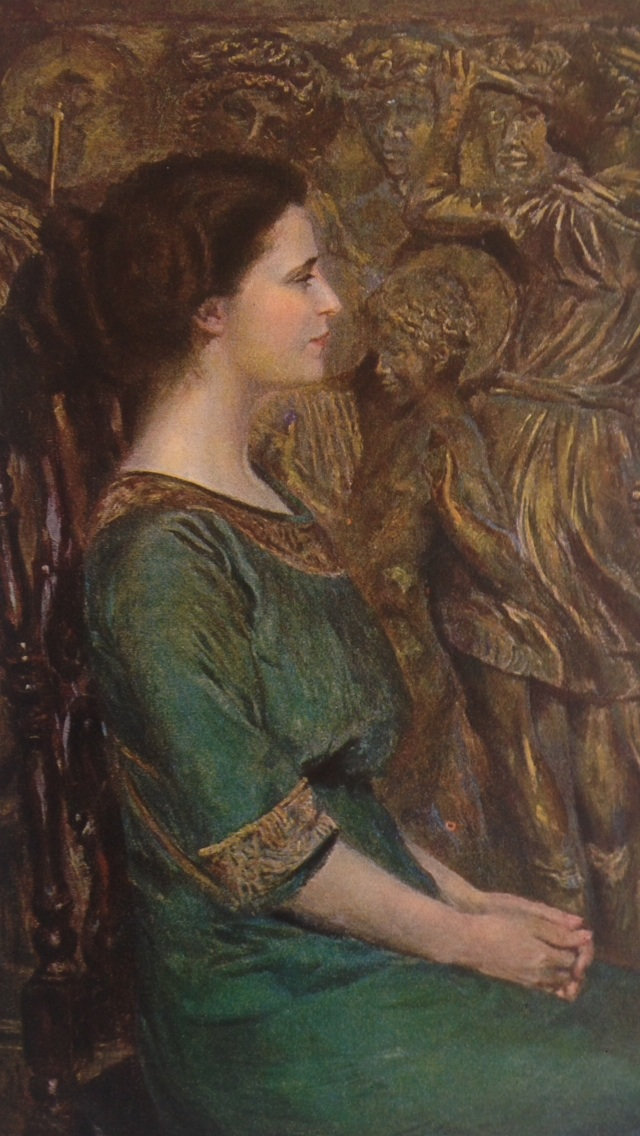
Porträt Fräulein Ilse J., Berlin 1912
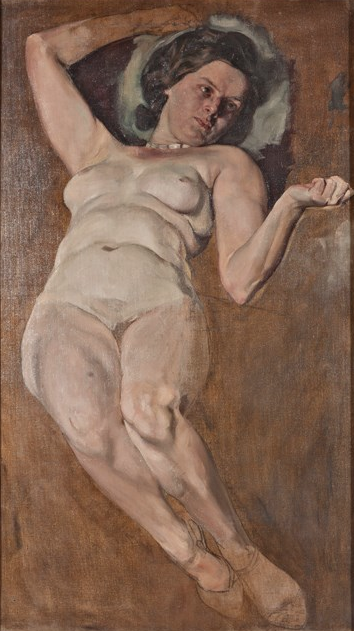
Liegender Frauenakt, (Ilse Weichert) großformatiges Ölgemälde, um 1920
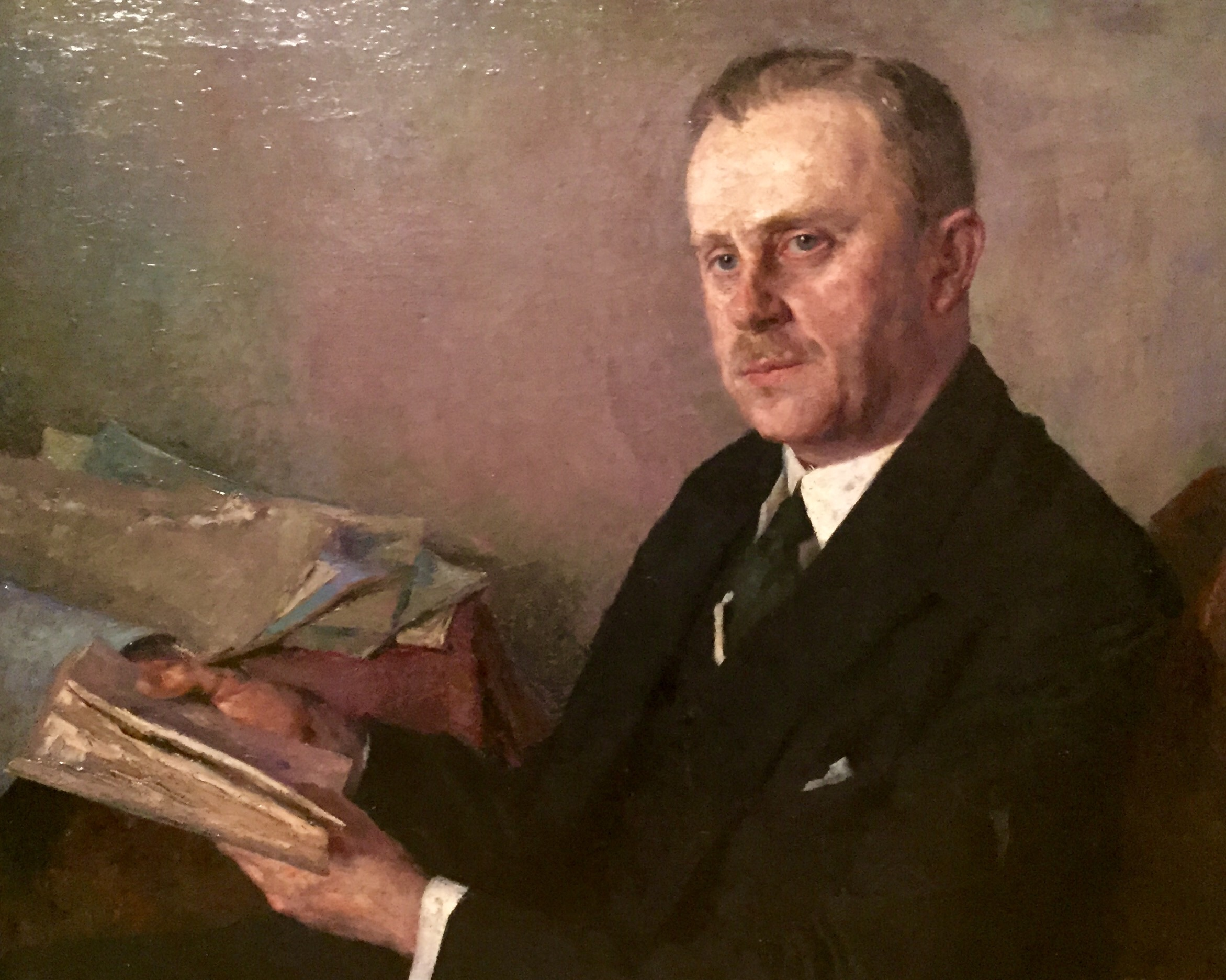
Porträt Thomas Mann, um 1922
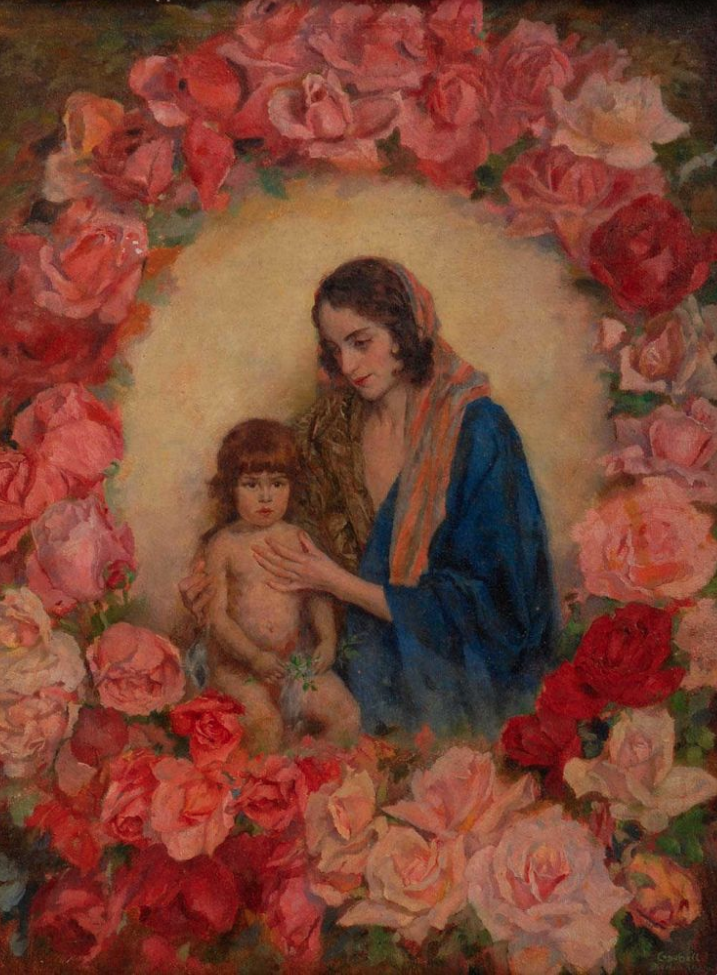
Mutter mit Kind, Lucy et Joachim Coschell, Berlin 1929
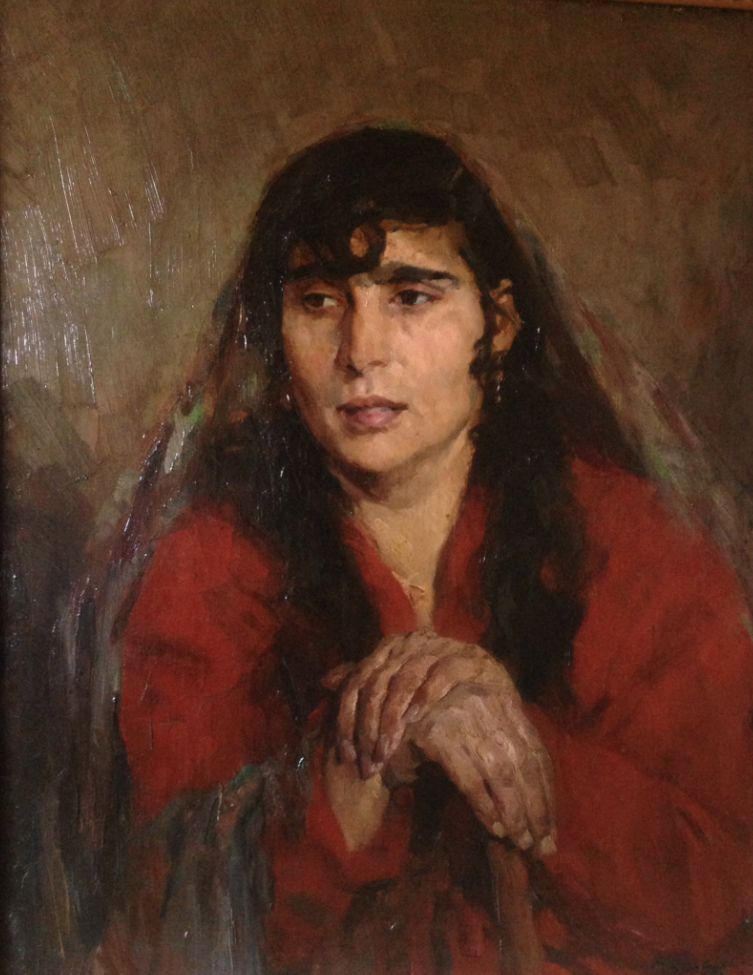
Zigeunerin mit Stock, 1932
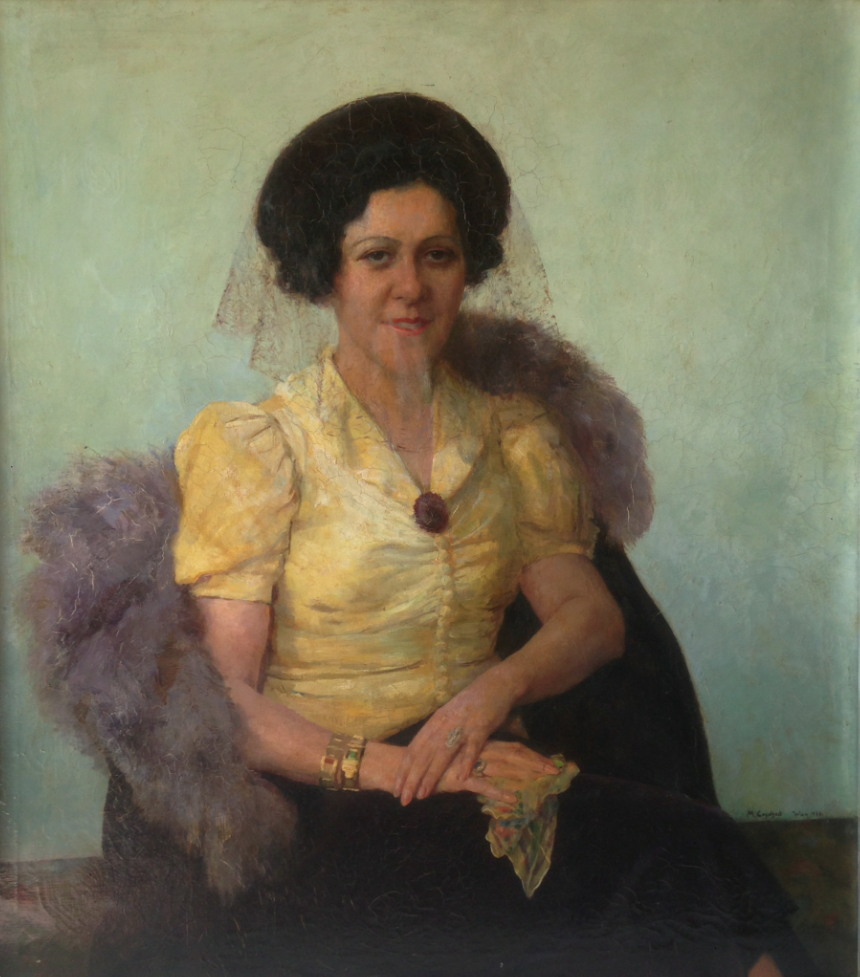
Porträt Frau Ilse Weichert, Vienne, 1938
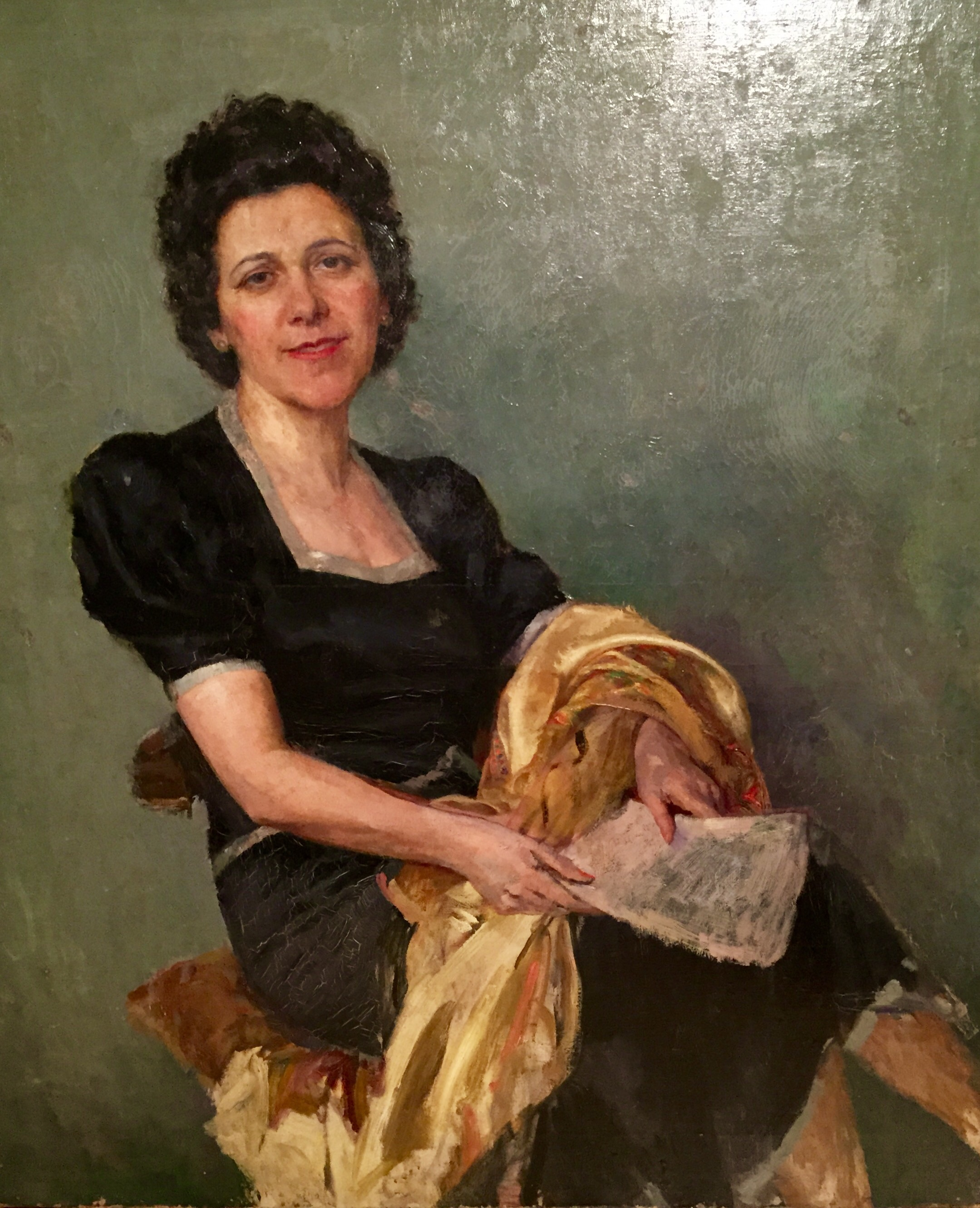
Porträt Frau Ilse Weichert, Vienne, 1941